# Rafaela
Rafaela je žensko osebno ime.

## Izvor imena
Ime Rafaela je ženska oblika moškega osebnega imena Rafael.

## Različice imena
Rafeta, Rafika, Rafia, Rafija, Rafka, 

## Tujejezikovne različice imena
- pri Poljakih: Rafaela

## Pogostost imena
Po podatkih Statističnega urada Republike Slovenije je bilo na dan 31. decembra 2007 v Sloveniji število ženskih oseb z imenom Rafaela: 208.

## Osebni praznik
V koledarju je ime Rafaela uvrščeno k imenu Rafael.